# Campionati italiani estivi di nuoto 2018
I Campionati italiani estivi di nuoto 2018 si sono svolti a Roma dall'11 al 13 agosto 2018. È stata utilizzata la vasca da 50 metri.

## Podi

### Uomini
| Evento       | Oro                   | Tempo    | Argento               | Tempo   | Bronzo                | Tempo   |
| Stile libero |                       |          |                       |         |                       |         |
| 50 m         | Andrea Vergani        | 21"90    | Santo Condorelli      | 22"39   | Marco Orsi            | 22"54   |
| 100 m        | Andrea Vergani        | 49"41    | Filippo Megli         | 49"42   | Michele Latrofa       | 49"84   |
| 200 m        | Filippo Megli         | 1'46"61  | Stefano Ballo         | 1'49"09 | Valerio Oriente       | 1'49"68 |
| 400 m        | Domenico Acerenza     | 3'50"65  | Matteo Ciampi         | 3'50"75 | Davide Galimberti     | 3'54"18 |
| 800 m        | Davide Galimberti     | 8'09"77  | Alessandro Pusceddu   | 8'09"85 |                       |         |
| 1500 m       | Davide Galimberti     | 15'38"05 |                       |         |                       |         |
| Dorso        |                       |          |                       |         |                       |         |
| 50 m         | Matteo Milli          | 25"44    | Niccolò Bonacchi      | 25"69   | Christopher Ciccarese | 25"72   |
| 100 m        | Matteo Milli          | 54"25    | Christopher Ciccarese | 54"84   | Luca Mencarini        | 55"40   |
| 200 m        | Luca Mencarini        | 1'57"68  | Matteo Restivo        | 1'57"76 | Christopher Ciccarese | 2'00"39 |
| Rana         |                       |          |                       |         |                       |         |
| 50 m         | Andrea Toniato        | 27"73    | Gianluca Maiorana     | 27"88   | Zaccaria Casna        | 27"92   |
| 100 m        | Luca Pizzini          | 1'01"04  | Zaccaria Casna        | 1'01"20 | Giovanni Sorriso      | 1'02"20 |
| 200 m        | Edoardo Giorgetti     | 2'12"82  | Zaccaria Casna        | 2'14"67 | Flavio Bizzarri       | 2'14"93 |
| Farfalla     |                       |          |                       |         |                       |         |
| 50 m         | Daniele D'Angelo      | 23"58    | Santo Condorelli      | 23"89   | Simone Geni           | 24"07   |
| 100 m        | Daniele D'Angelo      | 52"86    | Simone Geni           | 52"98   | Enzo Nardonna         | 53"01   |
| 200 m        | Giacomo Carini        | 1'57"32  | Matteo Pelizzari      | 1'57"73 | Giuseppe Perfetto     | 1'58"24 |
| Misti        |                       |          |                       |         |                       |         |
| 200 m        | Giovanni Sorriso      | 2'00"55  | Simone Geni           | 2'01"18 | Stefano Ballo         | 2'01"88 |
| 400 m        | Pier Andrea Matteazzi | 4'19"13  | Mattia Bondavalli     | 4'21"46 | Lorenzo Tarocchi      | 4'21"64 |

### Donne
| Evento       | Oro                  | Tempo    | Argento                        | Tempo    | Bronzo              | Tempo    |
| Stile libero |                      |          |                                |          |                     |          |
| 50 m         | Nicoletta Ruberti    | 25"14    | Giulia Spaziani                | 25"34    | Giada Galizi        | 25"46    |
| 100 m        | Giada Galizi         | 55"24    | Paola Biagioli Giulia Spaziani | 55"76    |                     |          |
| 200 m        | Linda Caponi         | 1'58"79  | Alice Scarabelli               | 1'59"87  | Giusymaria Lamberti | 2'01"24  |
| 400 m        | Linda Caponi         | 4'11"69  | Diletta Carli                  | 4'12"80  | Ilaria Cella        | 4'12"89  |
| 800 m        | Linda Caponi         | 8'35"12  | Diletta Carli                  | 8'37"83  | Ilaria Cella        | 8'37"94  |
| 1500 m       | Alisia Tettamanzi    | 16'28"90 | Sveva Schiazzano               | 16'38"10 | Ilaria Cella        | 16'41"69 |
| Dorso        |                      |          |                                |          |                     |          |
| 50 m         | Silvia Scalia        | 28"33    | Alice Scarabelli               | 29"08    | Sara Alesci         | 29"68    |
| 100 m        | Silvia Scalia        | 1'00"96  | Letizia Paruscio               | 1'02"64  | Sara Alesci         | 1'02"83  |
| 200 m        | Letizia Paruscio     | 2'13"22  | Francesca Cristetti            | 2'15"84  | Alessia Polieri     | 2'17"05  |
| Rana         |                      |          |                                |          |                     |          |
| 50 m         | Arianna Castiglioni  | 30"52    | Sofia Tedeschi                 | 31"58    | Sofia Martini       | 31"61    |
| 100 m        | Arianna Castiglioni  | 1'06"97  | Ilaria Scarcella               | 1'08"27  | Martina Carraro     | 1'08"62  |
| 200 m        | Manuela Mendolicchio | 2'29"18  | Giulia De Ascentis             | 2'29"69  | Natalia Foffi       | 2'30"24  |
| Farfalla     |                      |          |                                |          |                     |          |
| 50 m         | Elena Di Liddo       | 26"47    | Ilaria Bianchi                 | 26"53    | Silvia Scalia       | 27"19    |
| 100 m        | Ilaria Bianchi       | 57"22 -  | Claudia Tarzia                 | 1'00"10  | Federica Greco      | 1'00"53  |
| 200 m        | Alessia Polieri      | 2'10"39  | Aurora Petronio                | 2'13"05  | Federica Greco      | 2'14"22  |
| Misti        |                      |          |                                |          |                     |          |
| 200 m        | Sara Franceschi      | 2'15"62  | Luisa Trombetti                | 2'15"68  | Alessia Capitanio   | 2'18"99  |
| 400 m        | Alessia Polieri      | 4'43"99  | Alessia Capitanio              | 4'44"82  | Irene Lacriola      | 4'51"54  |